# أبسيكسيماب
أبسيكسيماب (بالإنجليزية: Abciximab)‏ هو جسم مضاد وحيد النسيلة تسوقه شركة إيلي ليلي للأدوية تحت اسم ريو برو (ReoPro). يستخدم مضاداً لتجمع الصفيحات خاصة بعد عمليات الشرايين التاجية مثل عمليات رأب الوعاء ليمنع التصاق الصفيحات متسببة في خثرة في الشرايين التاجية.

## راوبط خارجية
- الموقع الرسمي